# Média tensão
Média tensão é um termo em eletricidade utilizado para identificar as considerações de segurança de sistema de geração, distribuição e utilização de energia elétrica baseado no valor de tensão elétrica utilizado.
Por vezes o termo média tensão e alta tensão podem ser intercambiáveis, dependendo do contexto utilizado. Entre as várias definições, temos:
- ANSI/IEEE 1585-2002 define média tensão como a faixa de 1 kV a 35 kV (em corrente alternada)
- IEEE 1623-2004 define dispositivos de média tensão como aqueles que trabalham na faixa de 1 kV a 35 kV CA
- NECA/NEMA 600-2003, relaciona define cabos de média tensão aqueles com operação entre 600 volts e 69.000 volts CA

No caso de fusíveis de média tensão, são aqueles que operam entre 2.400 e 38.000 V CA."